# Seznam janovských biskupů a arcibiskupů

## Biskupové
- 312–325: Svatý Valentin
- 325–345: Svatý Felix
- 345–375/380: Svatý Syr I.
- 381–400?: Svatý Diogène
- poč. 5. stol.: Svatý Romulus Janovský
- 451: Pascasio
- 465: Eusebio
- 465–568: „vakantní“
- 568–571: Svatý Onorato
- 571–573: Frontone
- 573–593: Svatý Lorenzo I.
- 593–600: Costanzo
- 600–628: Deodato (Deusdedit)
- 629–639: Asterio
- 639–641: Forte
- 641–669: Giovanni I. Bono
- 669–680: Giovanni II.
- 680–732: „vakantní“
- 732–787: Viatore
- 788: Dionisio
- první pol. 9. stol.: Sigisberto
- 845: Nazario
- 845–860: Massito ou Mansueto
- 863–876: Pietro I.
- 887–915: Sabbatino
- 916–944: Ramperto
- 945–981: Teodolfo
- 981–984: „vakantní“
- 984–1019: Giovanni III.
- 1019–1034: Landolfo
- 1036–1051: Corrado I.
- 1052–1078: Oberto Pevere
- 1080–1087: Corrado II. Manganello
- 1090–1095: Ciriaco
- 1096–1097: Ogerio
- 1097–1117: Airaldo Guaracco
- 1117–1120: Ottone I.
- 1120–1123: „vakantní“
- 1123–1129: Sigifredo
- 1130–1133: Siro II.

## Arcibiskupové
- 1133–1163: Siro III. de' Porcello
- 1163–1188: Ugone Della Volta
- 1188–1203: Bonifacio
- 1203–1239: Ottone Ghiglini
- 1239–1252: Giovanni de' Rossi
- 1253–1274: Gualtiero da Vezzano
- 1276–1287: Bernardo de' Arimondi
- 1288–1292: Opizzino Fieschi
- 1292–1298: Jacobus de Voragine
- 1299–1321: Porchetto Spínola
- 1321–1335: Bartolomeo de' Maroni
- 1336–1342: Dino de' Tusci
- 1342–1349: Giacomo Peloso da Santa Vittoria
- 1349–1358: Bertrando Bessaduri
- 1358–1368: Guido Scetten
- 1368–1377: Andrea della Torre
- 1377–1382: Lanfranco Sacco
- 1382: Bartolomeo de Coturno
- 1383–1400: Giacomo III. Fieschi
- 1400–1433: Pileo de' Marini
- 1433–1436: Pietro II. (ou Pietronzino) de' Giorgi
- 1436–1439: kardinál Giorgio Fieschi
- 1439–1452: Giacomo IV. Imperiale
- 1453–1495: kardinál Paolo Campofregoso
- 1495–1496: kardinál Jorge da Costa
- 1496–1498: kardinál Paolo Campofregoso, podruhé
- 1498–1520: Giovanni–Maria Sforza
- 1520–1550: kardinál Innocenzo Cybo
- 1550–1559: Gerolamo Sauli
- 1559–1567: Agostino–Maria Salvago
- 1567–1586: Cipriano Pallavicino
- 1586–1591: kardinál Antonio Sauli
- 1591–1596: Alessandro Centurione
- 1596–1600: Matteo Rivarola
- 1600–1616: kardinál Orazio Spinola
- 1616–1635: Domenico de' Marini
- 1635–1664: Stefano Durazzo
- 1664–1681: Giambattista Spinola
- 1681–1694: Giulio–Vincenzo Gentile
- 1694–1705: Giovanni–Battista II. Spínola
- 1705–1726: kardinál Lorenzo Fieschi
- 1726–1746: Niccolò–Maria de' Franchi
- 1746–1767: Giuseppe–Maria Saporiti
- 1767–1802: Giovanni IV. Lercari
- 1802–1816: kardinál Giuseppe Spina
- 1816–1819: „vakantní“
- 1819–1830: Luigi Lambruschini
- 1830–1831: Giuseppe–Vincenzo Airenti
- 1831–1847: kardinál Placido Maria Tadini
- 1847–1853: „vakantní“
- 1853–1869: Andrea II. Charvaz
- 1869–1871: „vakantní“
- 1871–1892: Salvatore Magnasco
- 1892–1901: Blahoslavený Tommaso Reggio
- 1901–1911: Edoardo Pulciano
- 1912–1915: Andrea III. Caron
- 1915–1918: Lodovico Gavotti
- 1919–1921: kardinál Tommaso Pio Boggiani
- 1921–1923: Giosuè Signori
- 1924: Francesco Sidoli
- 1925–1938: kardinál Carlo Dalmazio Minoretti
- 1938–1946: kardinál Pietro Boetto
- 1946–1987: kardinál Giuseppe Siri
- 1987–1995: kardinál Giovanni Canestri
- 1995–2002: kardinál Dionigi Tettamanzi
- 2002–2006: kardinál Tarcisio Bertone
- 2006–2020: kardinál Angelo Bagnasco
- od 2020: Marco Tasca OFM Conv